# Kino Piast

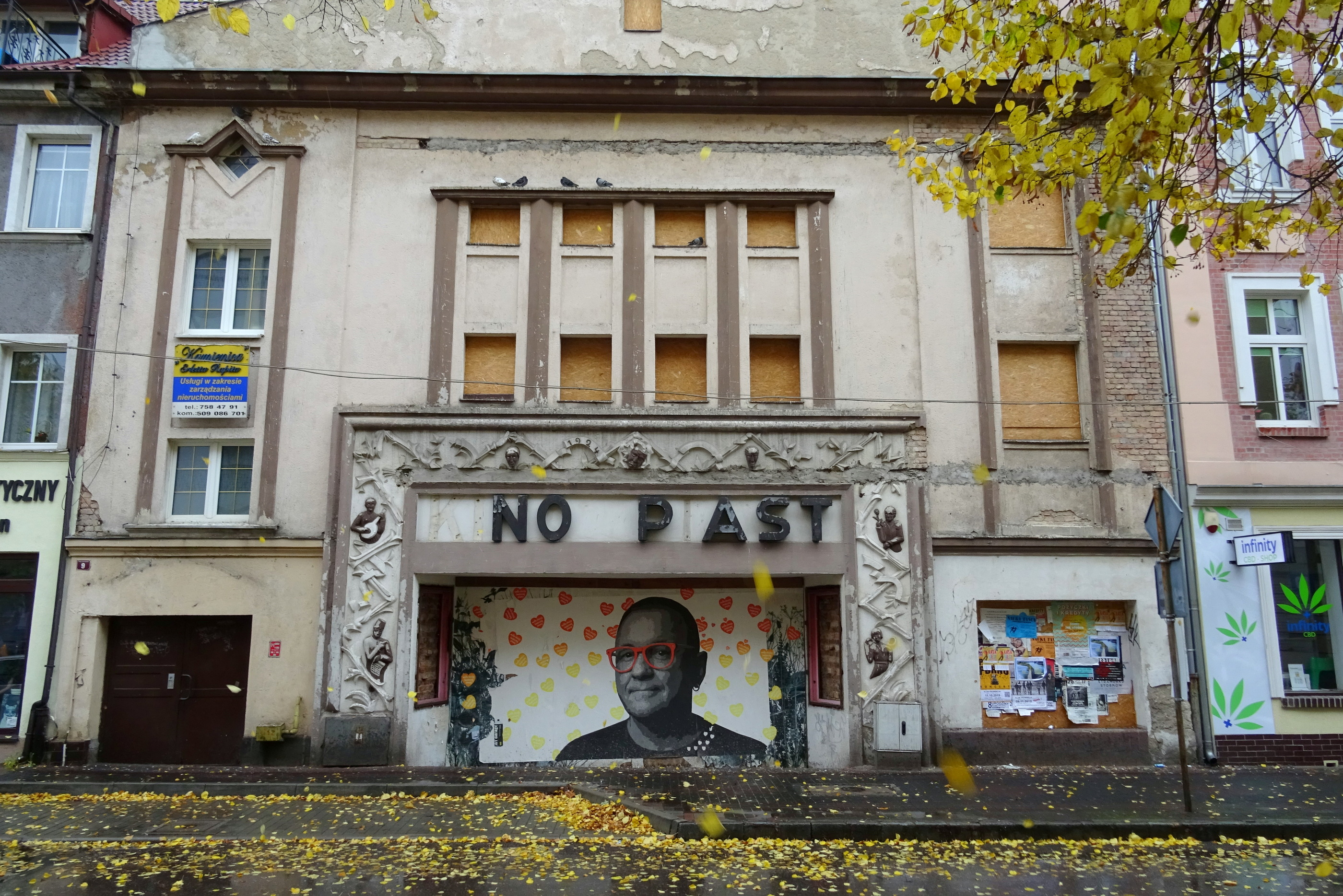
Kino Piast

Das Kino Piast war ein Kino in der polnischen Stadt Słubice an der Oder. Der Name des Kinos Piast geht auf die erste polnische Königsdynastie der Piasten zurück.

## Geschichte
Das Kino wurde vom Berliner Architekt August Rebiger mit Elementen des Expressionismus im Art-déco-Stil entworfen, für die Innenausstattung des Innenraumes waren der Berliner Künstler Max Kujawa und der Frankfurter Bildhauer Georg Fürstenberg zuständig. Im Jahr 1925 wurde das Kino in der damaligen Frankfurter Dammvorstadt als Filmpalast Friedrichstraße eröffnet. Als erster Film wurde am 17. Januar der deutsche Stummfilm aus dem Jahre 1924 von Richard Oswald, Carlos und Elisabeth nach Friedrich Schiller gezeigt. 
Fünf Jahre später musste das Kino geschlossen werden, die Räumlichkeiten wurden als Tanzgaststätte Elyseum weiter genutzt. Zur Wiederöffnung im Jahr 1937 wurde es zum Tonkino mit 350 Plätzen umgebaut und modernisiert. Bei der Wiederöffnung wurde der Film Patrioten des Regisseurs Karl Ritter aus dem Jahr 1937 gezeigt. Zwei Jahre nach dem Zweiten Weltkrieg wurde das Kino verstaatlicht und am 1. Oktober 1947 als Kino Piast in der nun polnischen Stadt Słubice wiedereröffnet. Es haben lediglich 100 Stühle die Kriegs- und Nachkriegswirren überstanden.
Im Jahr 1963 wurde das Kino renoviert, umgebaut und an den damaligen aktuellen Standard angepasst. Im Jahr 2001 übernahm Antoni Mamot das Kino als neuer Pächter. Zum dritten Mal musste das Kino im Jahr 2005 geschlossen und diesmal aus wirtschaftlichen Gründen. Der letzte Film wurde am 25. Februar gezeigt. Drei Jahre später wurde die wertvolle Fassade unter Denkmalschutz gestellt. Der Abriss des rückwärtigen Gebäudeteiles fand im Dezember 2012 statt.